# La llavor de la figuera sagrada
La llavor de la figuera sagrada (persa: دانه‌ی انجیر معابد; francès: Les Graines du figuier sauvage; alemany: Die Saat des heiligen Feigenbaums) és una pel·lícula dramàtica de thriller polític del 2024 escrita i dirigida per Mohammad Rasoulof. La història se centra en Iman, un jutge d'instrucció del Tribunal Revolucionari a Teheran, que lluita amb la desconfiança i la paranoia mentre s'intensifiquen les protestes polítiques a nivell nacional i la seva arma desapareix misteriosament.És protagonitzada per Soheila Golestani, Missagh Zareh, Mahsa Rostami i Setareh Maleki. La narrativa de ficció es combina amb imatges reals de les protestes que van ser reprimides violentament per les autoritats iranianes. S'ha subtitulat al català.
La pel·lícula es va estrenar el 24 de maig de 2024 al 77è Festival Internacional de Cinema de Canes, i va ser seleccionada per competir per la Palma d'Or a la seva secció principal de competició, on el jurat li va atorgar un premi especial. Abans de la seva estrena, Rasoulof va ser condemnat a vuit anys de presó per les autoritats iranianes. Va fugir amb èxit a Alemanya i va assistir a la catifa vermella de Canes. La pel·lícula va ser escollida com a entrada alemanya per al Millor Pel·lícula Internacional als Premis Oscar de 2024.

## Argument
Iman, un advocat devot i honest, viu amb la seva dona Najmeh i les seves filles Rezvan i Sana. Recentment ha estat nomenat jutge d'instrucció al Tribunal Revolucionari a Teheran. El càrrec li proporciona un sou més alt i un pis més gran per a la seva família. A mesura que es desenvolupen les les protestes polítiques contra el govern autoritari a nivell nacional, Iman descobreix que no va ser contractat a causa de les seves qualitats legals. S'espera que aprovi els judicis que li presenten els seus superiors sense avaluar les proves, incloses les condemnes a mort. Per aquest motiu, s'ha de mantenir l'anonimat. Se li encarrega que retinga informació als seus amics i familiars que podrien ser atacats com a mitjà per pressionar-lo. S'espera que els seus fills es mantinguin fora de les xarxes socials. El govern li lliura una pistola per protegir la seva família, però l'Iman no està lamentablement preparat per manejar l'arma i no la guarda correctament en un compartiment segur de la casa.
A mesura que s'intensifiquen les protestes polítiques a nivell nacional, la vida d'Iman està impregnada de desconfiança i paranoia. Les protestes l'obliguen a signar diversos centenars de condemnes de mort al dia. Mentrestant, Rezvan i Sana segueixen horroritzades les protestes als seus telèfons mòbils. Les dues filles finalment es rebel·len contra el seu pare a la taula del sopar. Les renya per la seva sensibilitat feminista que descarta com a propaganda enemiga. Najmeh, que és tan devota com Iman, aconsella a les seves filles que es mantinguin allunyades dels seus amics revolucionaris. La relació entre pares i filles es deteriora cada cop més. Quan Sadaf, una bona amiga de Rezvan, rep un tret a la cara al carrer durant una manifestació contra l'hiyab obligatori, Najmeh i les seves filles proporcionen els primers auxilis al seu apartament. Decideixen mantenir l'incident en secret a Iman. Poc temps després, Sadaf és arrestada.
Al mateix temps, l'arma d'Iman desapareix misteriosament i ell sospita de les dones de la seva família, creient que una d'elles l'ha pres i li està mentint. Obliga les dues filles i la seva dona a reunir-se amb el seu company Alireza per interrogar-les. Iman justifica aquest tracte dient que ja no se sent segur a casa seva ja que ja no pot confiar en la seva família. El nom, la foto i l'adreça d'Iman es revelen a les xarxes socials. Per a la seva pròpia protecció, decideix conduir amb la seva dona i les seves filles a la casa de la seva infància a les muntanyes. Abans de marxar, un company li dóna una pistola addicional per protegir-se.
Durant el viatge en cotxe, la família es troba amb una parella que reconeix l'Iman. Es produeix una persecució de cotxes, mentre Iman els fa sortir de la carretera i els amenaça amb l'arma nova. Mentre que la confrontació està passant fora del cotxe, la Sana li revela a la seva germana que va agafar l'arma original del seu pare i la té ara.
A la casa de la infància, Iman jutja la seva família. Interroga les dones i intenta obligar-les a confessar davant d'una càmera. Per intentar protegir la seva mare i la seva germana, Rezvan confessa falsament haver amagat l'arma. L'Iman tanca Rezvan i Najmeh, però Sana s'escapa amb l'arma. Ella és capaç de tancar-lo en un cobert i alliberar la seva germana i la seva mare.
Al final, es desenvolupa una persecució salvatge fora de casa. L'Iman i la Sana s'aixequen les armes l'un a l'altre, però el terra sota el pare s'ensorra i sembla que el mata.
La pel·lícula acaba amb imatges capturades amb telèfons mòbils que representen les sagnants protestes als carrers de Teheran.

## Repartiment
- Soheila Golestani com a Najmeh
- Missagh Zareh com a Iman
- Mahsa Rostami com a Rezvan
- Setareh Maleki com a Sana
- Niusha Akhshi com a Sadaf
- Amineh Mazrouie Arani com a dona al cotxe
- Reza Akhlaghirad com a Ghaderi
- Shiva Ordooie com a Fateme

## Antecedents

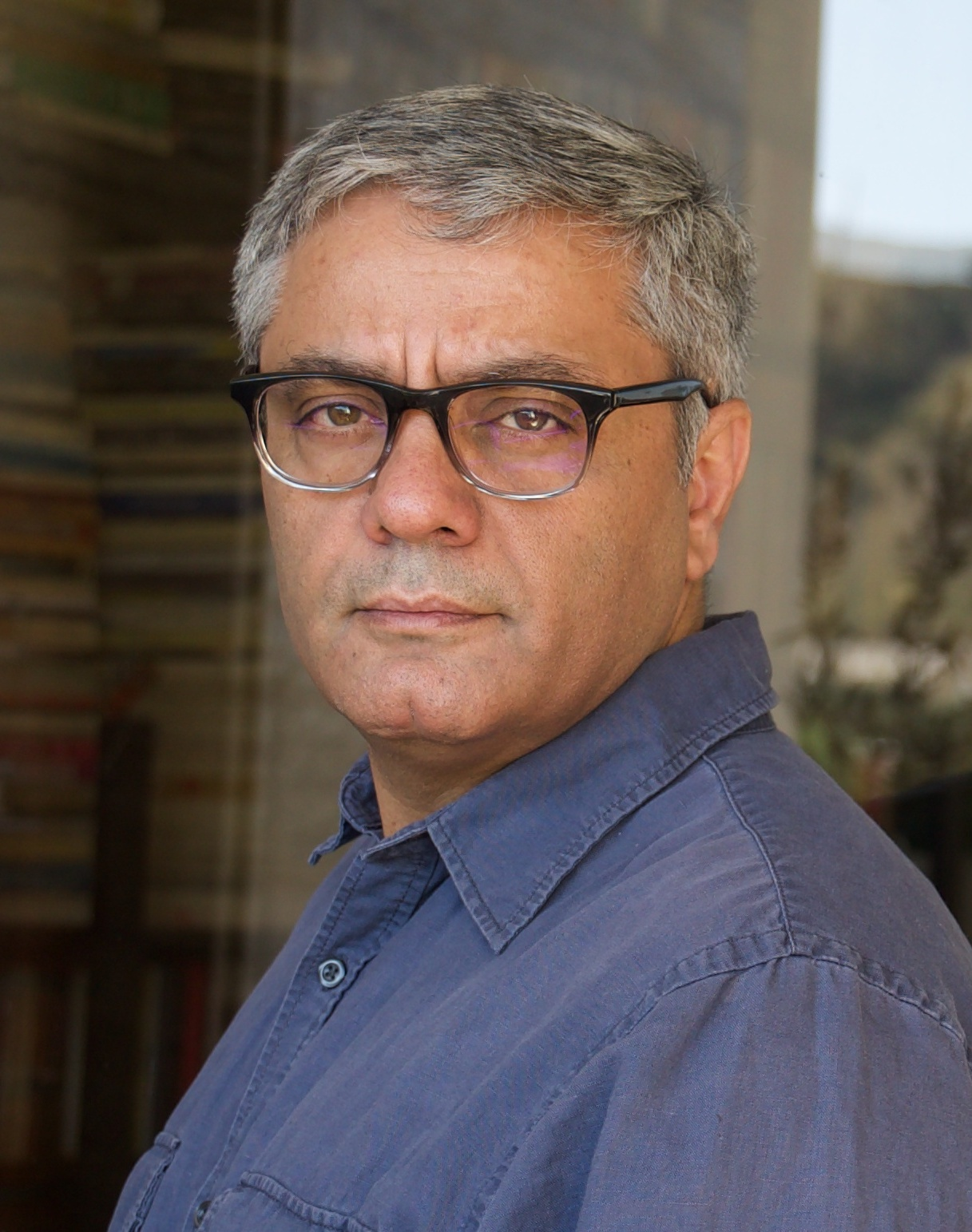
Mohammad Rasoulof

En el passat, el director Mohammad Rasoulof havia violat repetidament les normes de censura iranianes amb les seves pel·lícules i va rebre tres condemnes de presó així com prohibicions de treballar i sortir del país. El 2020, la seva pel·lícula El mal no existeix va guanyar el primer premi al 70è Festival Internacional de Cinema de Berlín, on va ser guardonada en absència.
Inicialment Rasoulof havia de participar al 77è Festival Internacional de Cinema de Canes com a membre del jurat de la secció Un Certain Regard. No obstant això, va ser arrestat el juliol de 2022 després de criticar la repressió del govern contra els manifestants a la ciutat sud-oest d'Abadan per un esfondrament mortal d'edificis. Va ser alliberat temporalment de la presó el febrer de 2023 a causa de la seva salut. Més tard, Rasoulof va ser indultat i condemnat a un any de presó i una prohibició de dos anys d'abandonar l'Iran per "propaganda contra el règim".
Després de la selecció de Canes, les autoritats iranianes van interrogar el repartiment i l'equip, els van prohibir sortir del país i els van pressionar perquè convencessin Rasoulof que retirés la pel·lícula de la programació del festival. El 8 de maig de 2024, l'advocat de Rasoulof va anunciar que el director ha estat condemnat a vuit anys de presó, així com a flagel·lació, una multa i la confiscació dels seus béns.
Poc després, Rasoulof i alguns membres de la tripulació van aconseguir fugir de l'Iran a Europa. Rasoulof va descriure la seva fugida de 28 dies de l'Iran com un "viatge esgotador, llarg, complicat i angoixant". Va viatjar a peu entre pobles fronterers, i finalment va arribar a una ciutat amb un consolat alemany que el va identificar amb les seves empremtes dactilars i li va emetre un document de viatge temporal que va utilitzar per viatjar a Alemanya. Rasoulof i el repartiment i l'equip van assistir a la catifa vermella de la pel·lícula a Canes el 24 de maig de 2024. Durant la seva aparició, va exhibir dues fotografies on es mostraven els actors Soheila Golestani i Missagh Zareh, que no havien pogut sortir de l'Iran.

## Producció
The Seed of the Sacred Fig és el desè treball de direcció de Mohammad Rasoulof. El títol fa referència a una espècie de figa que s'estén "enredant-se al voltant d'un altre arbre i finalment estrangulant-lo". Això va ser vist com un símbol del règim teocràtic a l'Iran. Rasoulof va escriure el guió i va seleccionar Missagh Zareh i Soheila Golestani per als papers principals de la parella lleial al règim Iman i Najmeh, respectivament. Gholestani havia fet campanya contra l'ús del hijab durant les protestes i havia estat arrestada per això. Rasoulof va seleccionar Mahsa Rostami i Setareh Malek per als papers de les filles Rezvan i Sana, respectivament.
El rodatge de The Seed of the Sacred Fig va tenir lloc en secret i va durar uns 70 dies, des de finals de desembre del 2023 fins al març del 2024. El mateix Rasoulof ho va qualificar de "difícil". Només podia filmar uns quants dies alhora i després va haver de fer pauses. Rasoulof va treballar amb el director de fotografia Pooyan Aghababaei. El director va afirmar que estava enmig del rodatge quan va saber de la seva renovació de la pena de presó. Rasoulof comptava amb que el procés d'apel·lació trigués molt de temps a revisar el seu cas. A més, aquest període de primavera va coincidir amb les celebracions del Nowruz (Any Nou) a l'Iran, que van durar dues setmanes. De fet, Rasoulof va aconseguir acabar la seva pel·lícula al final de les vacances. Després que el tribunal d'apel·lacions confirmés el veredicte, es va veure obligat a decidir en un període de dues hores si romania a l'Iran i es lliurava per arrestar-lo o fugir. Va deixar tots els seus dispositius electrònics a casa i va fugir a un lloc segur abans de travessar la frontera iraniana a peu.

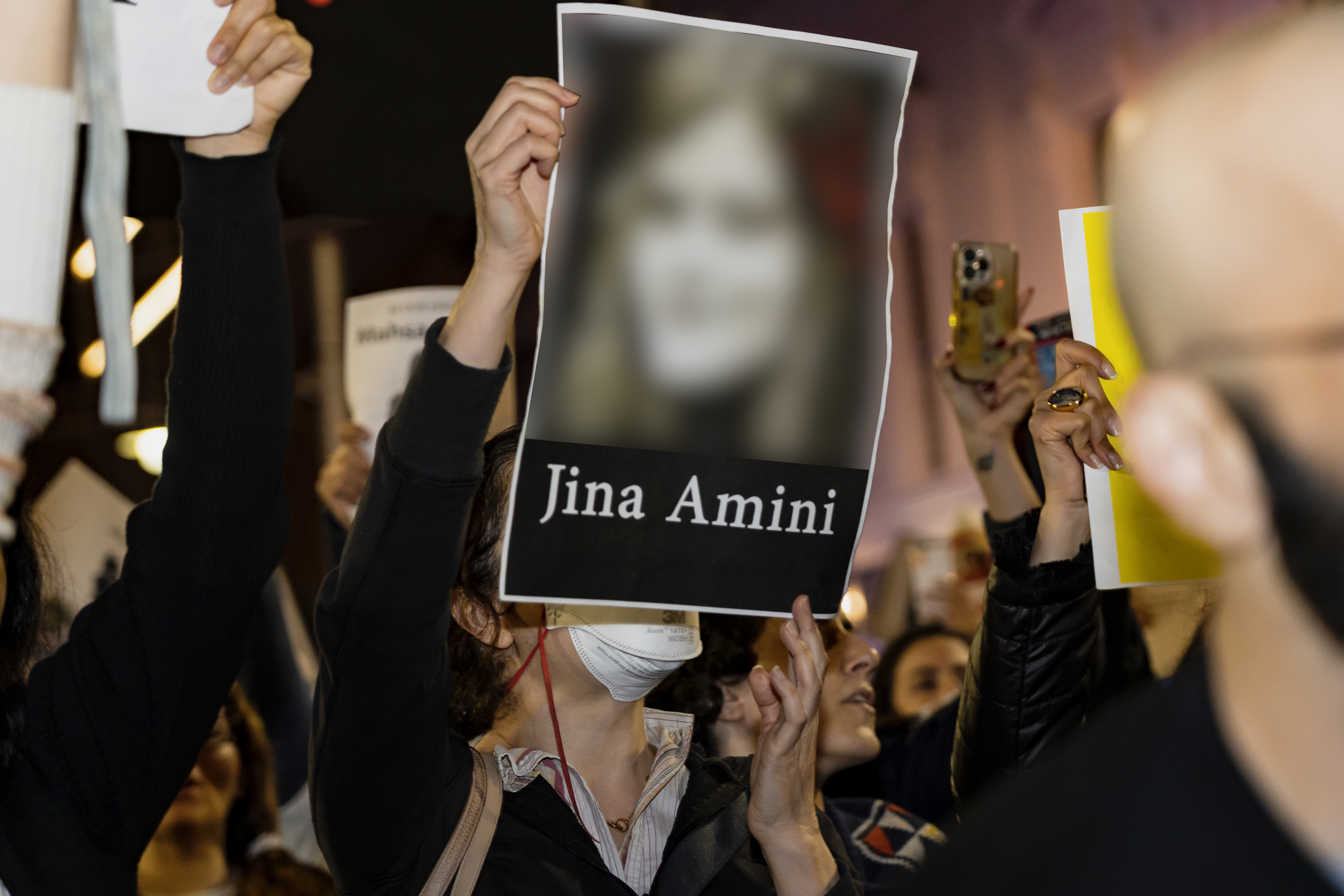
Cartell amb el retrat de Mahsa Amini en una manifestació solidària a Melbourne, Austràlia (2022)

El metratge va ser portat de contraban de l'Iran a Hamburg, on va ser editat per Andrew Bird, amb qui Rasoulof havia treballat anteriorment. La postproducció va tenir lloc a Alemanya. Entre les escenes de ficció de la pel·lícula, Bird va afegir imatges reals de les protestes polítiques després de la mort de la dona kurda iraniana Mahsa Amini  sota custòdia policial a Teheran el 16 de setembre de 2022. La versió final de 168 minuts mostra vídeos reals i gràfics d'Internet de les manifestacions i la posterior repressió violenta per part de les autoritats.
Rasoulof va produir la pel·lícula juntament amb Amin Sadraei, Mani Tilgner, Rozita Hendijanian i Jean-Christophe Simon. Les productores implicades van ser Run Way Pictures d'Alemanya i Parallel45 de França. Va ser coproduït per Arte France Cinéma amb el suport del MOIN Filmförderung Hamburg Schleswig-Holstein. L'empresa de Berlín Films Boutique s'encarrega dels drets de vendes a tot el món.

## Llançament

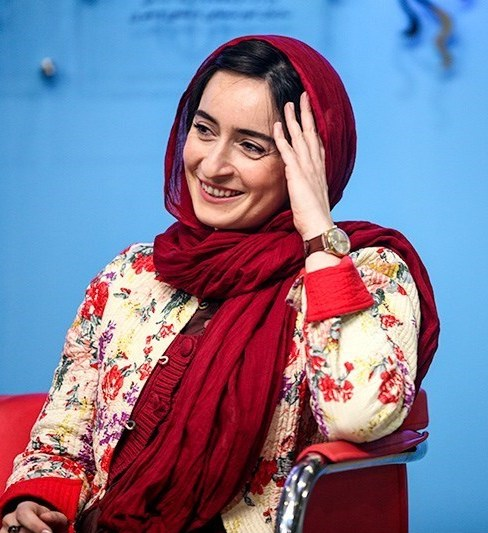
L'actriu principal Soheila Golestani no va poder assistir a l'estrena a Cannes

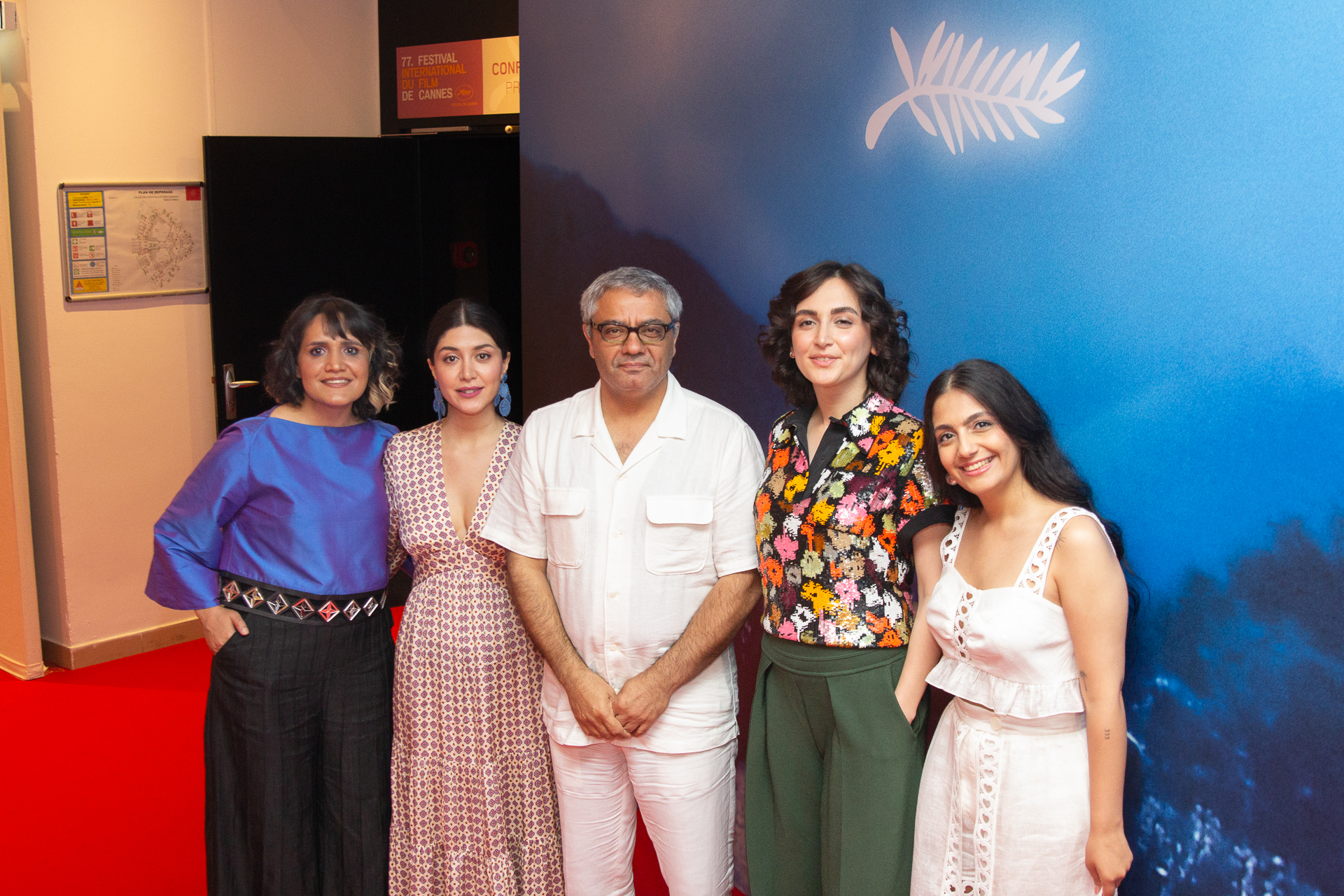
Rasoulof amb part del seu conjunt d'actuació a Canes

The Seed of the Sacred Fig va ser seleccionada per competir per la Palma d'Or al 77è Festival Internacional de Cinema de Canes, on es va estrenar el 24 de maig de 2024, i va rebre un premi especial del jurat , una designació addicional darrere dels premis principals del jurat de la Palma d'Or, el Gran Premi i el Premi del Jurat. La pel·lícula va rebre una gran ovació amb informes de que va durar 12 minuts o 15 minuts. Abans de la seva projecció, Neon va adquirir els drets de distribució nord-americans de la pel·lícula, planejant estrenar-la més tard aquell any.Després de l'estrena de la pel·lícula, Lionsgate va adquirir els drets de distribució per al Regne Unit i Irlanda.
La pel·lícula es va estrenar a Amèrica del Nord al 51è Festival de Cinema de Telluride. També es va projectar a la secció Centerpiece del Festival Internacional de Cinema de Toronto de 2024, així com a la secció Main Slate del 62è Festival de Cinema de Nova York. Pyramide Distribution la va estrenar a les sales de França el 18 de setembre de 2024, sota el títol Les Graines du figuier sauvage. distribuirà la pel·lícula a Alemanya el 26 de desembre de 2024, sota el títol Die Saat des heiligen Feigenbaums. A Barcelona es va exhibir a la XII edició de l'Asian Film Festival Barcelona l'u de novembre de 2024 als Cinemes Girona, on va guanyar el premi a la millor pel·lícula de la secció Panorama.

## Recepció

### Resposta crítica
Al lloc web de l'agregador de ressenyes Rotten Tomatoes, el 94% de les crítiques de 52 ressenyes són positives, amb una valoració mitjana de 8,2/10. El consens del lloc web diu: "Una acusació abrasadora del govern opressiu, ja sigui d'una nació o d'una llar, The Seed of the Sacred Fig funciona alhora com un drama convincent i una poderosa declaració política. Metacritic, que utilitza una mitjana ponderada, va assignar a la pel·lícula una puntuació de 84 sobre 100, basada en 15 crítics, la qual cosa indica "aclamació universal". A AlloCiné, la pel·lícula va rebre una valoració mitjana de 4,4 sobre 5, basada en 39 ressenyes de la crítica francesa.

### Reconeixements
| Premi                                             | Data de cerimònia      | Categoria                                                                          | Receptor(s)                                                                                 | Resultat  | Ref.          |
| ------------------------------------------------- | ---------------------- | ---------------------------------------------------------------------------------- | ------------------------------------------------------------------------------------------- | --------- | ------------- |
| Asia Pacific Screen Awards                        | 30 de novembre de 2024 | Millor actuació                                                                    | Soheila Golestani                                                                           | Pendent   | [ 37 ]        |
| Premis British Independent Film                   | 8 de desembre de 2024  | Millor pel·lícula internacional independent                                        | Mohammad Rasoulof, Rozita Hendijanian, Amin Sadraei, Jean-Christophe Simon and Mani Tilgner | Pendent   | [ 38 ]        |
| Festival Internacional de Cinema de Canes         | 25 de maig de 2024     | Palma d'Or                                                                         | Mohammad Rasoulof                                                                           | Nominat   | [ 39 ]        |
| Festival Internacional de Cinema de Canes         | 25 de maig de 2024     | Prix Spécial                                                                       | Mohammad Rasoulof                                                                           | Guanyador | [ 40 ]        |
| Festival Internacional de Cinema de Canes         | 25 de maig de 2024     | Premi FIPRESCI                                                                     | Mohammad Rasoulof                                                                           | Guanyador | [ 41 ]        |
| Festival Internacional de Cinema de Canes         | 25 de maig de 2024     | Premi del Jurat Ecumènic                                                           | Mohammad Rasoulof                                                                           | Guanyador | [ 42 ]        |
| Festival Internacional de Cinema de Canes         | 25 de maig de 2024     | Premi François Chalais                                                             | Mohammad Rasoulof                                                                           | Guanyador | [ 43 ]        |
| Festival Internacional de Cinema de Canes         | 25 de maig de 2024     | Prix des Cinémas Art et Essai                                                      | Mohammad Rasoulof                                                                           | Guanyador | [ 44 ]        |
| Festival Internacional de Cinema de Chicago       | 27 d’octubre de 2024   | Gold Hugo                                                                          | The Seed of the Sacred Fig                                                                  | Nominat   | [ 45 ]        |
| Festival Internacional de Cinema de Chicago       | 27 d’octubre de 2024   | Silver Hugo – Millor guió                                                          | Mohammad Rasoulof                                                                           | Guanyador | [ 46 ]        |
| Premis del Cinema Europeu                         | 7 de desembre de 2024  | Millor pel·lícula                                                                  | The Seed of the Sacred Fig                                                                  | Pendent   | [ 47 ] [ 48 ] |
| Premis del Cinema Europeu                         | 7 de desembre de 2024  | Millor director                                                                    | Mohammad Rasoulof                                                                           | Pendent   | [ 47 ] [ 48 ] |
| Premis del Cinema Europeu                         | 7 de desembre de 2024  | Millor guió                                                                        | Mohammad Rasoulof                                                                           | Pendent   | [ 47 ] [ 48 ] |
| Hollywood Music in Media Awards                   | 20 de novembre 2024    | Millor banda sonora original: pel·lícula independent (llengua estrangera)          | Karzan Mahmood                                                                              | Pendent   | [ 49 ] [ 50 ] |
| Festival de Cinema de Middleburg                  | Octubre 2024           | Premi del Públic - Llargmetratge Internacional                                     | The Seed of the Sacred Fig                                                                  | Guanyador | [ 51 ]        |
| Festival Internacional de Cinema de Sant Sebastià | 28 de setembre de 2024 | Premi del Públic Ciutat de Donostia / Sant Sebastià a la millor pel·lícula europea | The Seed of the Sacred Fig                                                                  | Guanyador | [ 52 ]        |
| Festival de Cinema de Sydney                      | 16 de juny de 2024     | Premi del Públic GIO a la millor pel·lícula internacional                          | The Seed of the Sacred Fig                                                                  | Guanyador | [ 53 ]        |